# Cornuscutellum
Cornuscutellum – rodzaj stawonogów z wymarłej gromady trylobitów, z rzędu Corynexochida.
Żył w okresie wczesnego dewonu.